# Westreville
Westreville è una comunità non incorporata della contea di Clay, Dakota del Sud, Stati Uniti.